# 이상목 (1955년)
이상목(李相睦, 1955년~, 충북 진천)은 대한민국의 공무원이다. 기술고시에 합격하여, 미래창조과학부 제1차관으로 선임되었다.

## 학력
- 경복고등학교 졸업
- 연세대학교 토목공학 학사
- 카이스트 과학기술대학원 토목공학 석사

### 비학위 수료
- 영국 맨체스터 대학교 과학기술대학원 과학기술정책과정 수료

## 경력
- 제13회 기술고시 합격
- 과학기술처
- 과학기술처 대덕단지관리소장
- 영국 맨체스터 대학 과학기술정책과정 수료
- 과학기술부 기술진흥과장, 원자력개발과장, 종합조정과장
- 과학기술부 공보관
- 과학기술부 기초연구국장
- 교육과학기술부 과학기술정책실장
- 한국과학기술연구원 연구위원
- 한국과학기술단체총연합회 사무총장
- 한국과학기술기획평가연구원 이사
- (재)멀티스케일에너지시스템연구단 이사장
- 미래창조과학부 제1차관
- 과학기술연합대학원대학교 초빙교수
- 아주대학교 약학대학 특임교수
- 과학기술인공제회 이사장